# Galatga, Chikodi
Galatga là một làng thuộc tehsil Chikodi, huyện Belgaum, bang Karnataka, Ấn Độ.